# Inside Film Award
Die Inside Film Awards (kurz IF Awards) waren von 1999 bis 2012 jährlich verliehene, australische Filmpreise. Initiator war der Regisseur Andrew Dillon. Die IF Awards wurden gemäß der Abstimmung des Publikums vergeben und wurden daher als unabhängige Alternative gegenüber den AACTA Awards betrachtet, bei denen eine Fachjury die Auszeichnungen vergab.

## Kategorien
Neben Einzelleistungen, etwa „Beste Schauspielerin“ oder „Bester Kurzfilm“ und „Bester Schnitt“ wurden auch Lebenswerke („Living Legend“) oder besonders Potential („Rising Talent“) ausgezeichnet.

## Einstellung
Die Verleihung für 2012 wurde kurzfristig abgesagt, da die wirtschaftliche Lage schwierig und fordernd sei.